# ナルヴィ
ナルヴィ（Narvi）
1. 北欧神話に登場するロキの息子の名。本稿の1で詳述する。
2. 北欧神話に登場する夜の女神ノート(Nótt)（もしくはノット）の父となる巨人。本稿の2で詳述する。
3. 1.より名付けられた土星の衛星 ⇒ ナルビ (衛星)
4. J・R・R・トールキンの中つ国の登場人物 ⇒ ナルヴィ

ナルヴィ（Narvi）は、北欧神話に登場する人物の名である。
次の2名が登場する。
1. ロキとシギュンの子。
2. 夜の女神ノートの父。

## ロキとシギュンの子
ナルヴィは悪神ロキと、妻のシギュンとの間の息子とされている。
『古エッダ』と『スノッリのエッダ』では彼の扱いが異なっている。
『古エッダ』の『ロキの口論』において、息子ナリの腸でロキは拘束され、兄弟のナルヴィは狼に変身させられた。狼がナリを殺すといった趣旨の文章はみられない。
しかし、『スノッリのエッダ』第一部『ギュルヴィたぶらかし』では、まず33章で夫婦の息子はナリでその別名がナルヴィだとされている。ところが50章では、ナリの他にヴァーリという息子が登場し、これが狼に変身させられてナリを引き裂いてしまう。腸を引きずり出したのは神々とされている。
シーグルズル・ノルダルがこの違いを次のように解釈している。
スノッリはナリとナルヴィを同一人物と考え、最初に息子は1人しか紹介しなかった。ところがロキの捕縛の場面を書く際、息子は2人いなければならなかった。スノッリや彼にこの物語を話した誰かは2人目の名前を、おそらくは誤解から、オーディンの息子ヴァーリと同じヴァーリとした。オーディンの息子は、バルドルを殺したホズに復讐するために生まれてきた。ロキの息子ヴァーリも、バルドルの復活を阻んだロキに対して復讐をする。

## ノートの父
ナルヴィ(Narfi)もしくはネルヴィ(Nörfi)は、北欧神話に登場する、夜の女神ノートの父である巨人とされている。
『ギュルヴィたぶらかし』第10章での説明によると、彼はヨトゥンヘイムに住んでいる。
尾崎和彦によれば、研究者のN. M. ペターセン(Niels M. Petersen)は彼女の名前の原義を、ドイツ語の「Narbe」（傷痕）から「Fordybning」（窪み）、「Kløft」（裂け目）へと推論して、この「深淵」から「夜」が生まれると解釈しているという。